# 大韓民国芸術院
大韓民国芸術院（だいかんみんこくげいじゅついん、英語：The National Academy of Arts, The Republic of Korea）若しくは芸術院は、大韓民国にある文化体育観光部傘下の国家機関。芸術の発展と、芸術家の地位向上を目的としている。本部はソウル特別市瑞草区に所在する。
1952年に文化保護法に基づいて設置され、1954年7月17日に開院した。文学、美術、音楽、演劇・映画・舞踊の4部門が設置されている。

## 沿革
- 1952年 - 文化保護法公布。
- 1954年 - 芸術院開院。
- 1955年 - 芸術院授賞規定制定。
- 1957年 - 芸術院一般会員選挙規定制定。
- 1960年 - 芸術院事務局開庁。
- 1988年 - 大韓民国芸術院法制定。